# (523794) 2015 RR245
(523794) 2015 RR245とは、太陽系の最も外側の領域であるエッジワース・カイパーベルトに位置する比較的大きな太陽系外縁天体である。(523794) 2015 RR245は、2015年9月9日に、アメリカ合衆国のハワイ島に存在するマウナケア天文台で行われたOuter Solar System Origins Survey（OSSOS）によって発見された。この天体は海王星と2:9の軌道共鳴をしている共鳴外縁天体であり、直径は約600kmである。Noyellesらが2019年のEuropean Planetary Science Congress（EPSC）で発表した調査によると、(523794) 2015 RR245には衛星が存在している可能性がある。

## 発見
(523794) 2015 RR245の最初の撮影は、2004年10月15日にチリのセロ・トロロ汎米天文台で行われたものであった。これは、2015年9月にハワイのカナダ・フランス・ハワイ望遠鏡がOuter Solar System Origins Survey（OSSOS）の一環として撮影された画像を調査しているときにMichele Bannisterが率いる研究チームによって最初に発見された。その後、2008年から2016年の間にスローン・デジタル・スカイサーベイ（SDSS）とパンスターズで撮影された画像で特定された。この発見は、2016年7月10日にMinor Planet Electronic Circularで正式に発表された。

## 番号と名称
(523794) 2015 RR245は、2018年9月25日に小惑星センターによって番号が付けられた。2021年現在、正式な名称は付けられていない。

## 軌道と分類

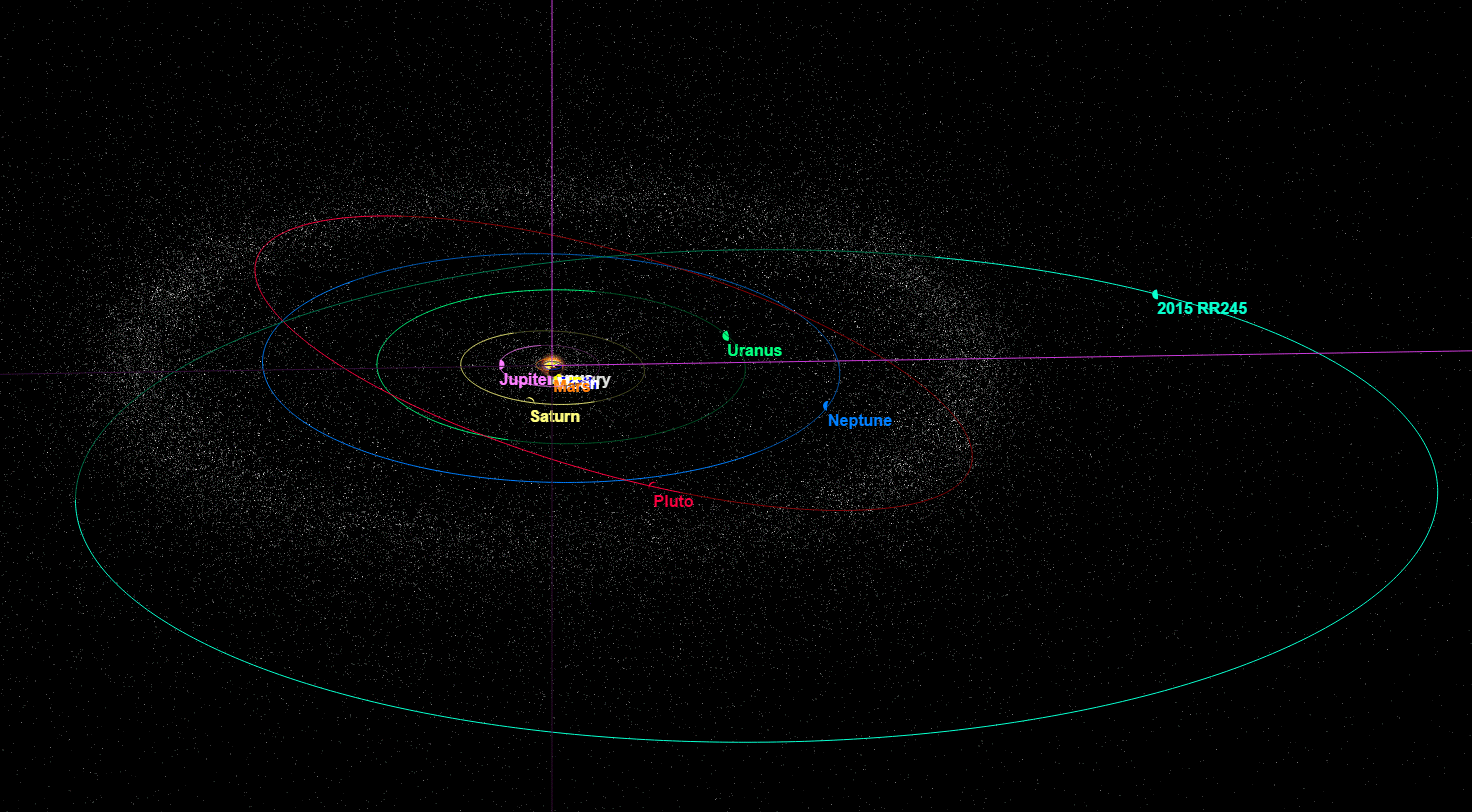
と他の惑星の軌道およびカイパーベルト

と海王星の2:9の軌道共鳴

2018年の時点で、(523794) 2015 RR245の軌道はかなり明確に判明しており、不確実性は3である。731年6か月に1回、33.8~128.6天文単位離れた距離で太陽の周囲を公転している（参考までに、海王星の軌道は30天文単位である）。その軌道は、離心率が0.58で、黄道に対して8°傾いている。
(523794) 2015 RR245は、最も遠い既知の太陽系天体の1つである。2018年現在、太陽から63天文単位離れている。見かけの等級が21.2に達する、2093年に太陽に最も接近する。

### 2:9の軌道共鳴
スローン・デジタル・スカイサーベイとパンスターズ1からの追加の測定では、(523794) 2015 RR245が共鳴外縁天体であり、海王星と2:9の平均運動共鳴の関係にあることを示している。海王星が軌道を9周する間に、(523794) 2015 RR245は軌道を2周する。かつてはこのような共鳴をしていた可能性は低い。過去1億年の間にさまざまな共鳴の間を行き来し、その経緯があって2:9の共鳴となった可能性がはるかに高い。

太陽系外縁天体の分布。より強い共鳴を示す天体は赤で表示されている。

## 物理的特性
(523794) 2015 RR245の正確なサイズは不明であるが、0.12のアルベド（0.21から0.07のアルベドに基づいて500~870kmのより広い範囲内）を想定すると、最良の推定値は直径約670キロメートル (420 mi)である。比較のために、カイパーベルトで最大の天体である冥王星は、直径が2,374キロメートル (1,475 mi)である。天文学者のマイケル・ブラウンは、アルベドを0.11と想定し、直径626kmと計算した。Johnston's Archiveでは、想定されるアルベド0.09に基づいて、直径770kmを示した。これらの推定値はすべて、(523794) 2015 RR245が単一の天体であると想定している。大きな衛星の発見は、サイズが小さくなる可能性が高いことを意味する。

## 衛星
(523794) 2015 RR245は二重小惑星であると疑われているが、衛星のサイズは決定されていない。したがって、衛星が主星の観測された明るさに大きく影響する場合、(523794) 2015 RR245のサイズは、主星と衛星の合計の明るさが単一の天体からのものであると仮定したものよりも大幅に小さい可能性がある。衛星の軌道が決まれば、(523794) 2015 RR245の質量と密度を決定できる。(523794) 2015 RR245は、2020年にハッブル宇宙望遠鏡によって観測された。